# Indische glasmeerval
De Indische glasmeerval (Kryptopterus bicirrhis) is een straalvinnige vissensoort uit de familie van de echte meervallen (Siluridae). De wetenschappelijke naam van de soort werd voor het eerst geldig gepubliceerd in 1840 door Achille Valenciennes.

## Kenmerken
Deze transparante meerval heeft een nagenoeg slank, sterk zijdelings afgeplat lichaam met een diepgevorkte staartvin. De gereduceerde rugvin bevat 1 of 2 vinstralen of ontbreekt volledig. Hij heeft een zeer lange aarsvin, die in de staartvinbasis overloopt. De lichaamslengte bedraagt 15 cm.

## Transparantie
Deze scholenvis is weinig actief en zeer vredelievend. Op de graten en de kop met ingewandzak na, is een glasmeerval volkomen doorzichtig. Met dit glasachtige uiterlijk is het kleine visje bijzonder goed gecamoufleerd. Ook maakt het bizarre uiterlijk de glasmeerval populair als aquariumvis. De transparantheid van de glasmeerval wordt veroorzaakt door een dunne huid en een bijzonder olierijke romp. Als de visjes dood gaan, vergaat het olierijke weefsel en worden ze ondoorzichtig.

## Voortplanting
Deze vissen trekken in de regentijd naar de overstroomde gebieden van het oerwoud waar ze gelegenheid vinden om te paaien. Is het regenseizoen voorbij, dan trekken de volwassen exemplaren zich terug in hun oorspronkelijke rivierbedding.

## Verspreiding en leefgebied
Deze soort komt algemeen voor in Zuidoost-Azië, met name in Indonesië, Thailand en Maleisië in laaglandrivieren en hun overstromingsgebieden.